# Ахмад Кавам
Ахмад Кавам ас-Салтане (перс. احمد قوام; 2 січня 1876 — 23 липня 1955) — іранський державний і політичний діяч, п'ять разів очолював уряд країни.

## Життєпис
Народився в аристократичній родині. Був молодшим братом прем'єр-міністр Воссуга ад-Даулі.
За часів конституційної революції 1905—1911 років Кавам був особистим секретарем Мозаффара ед-Дін-шаха й одним з авторів першої частини основного закону країни.
Самостійну політичну діяльність Кавам розпочав одразу після завершення революції. 1911 року він отримав посаду міністра внутрішніх справ. На тому посту він за допомогою шведських офіцерів заснував жандармерію, потім було утворено спеціальний поліцейський загін для контролю за порядком на магістральних шляхах. Під час Першої світової війни Кавам обіймав посади міністра фінансів і знову міністра внутрішніх справ.
У 1918—1921 роках Кавам був губернатором Хорасану. Таким призначенням він мав завдячити своєму старшому брату Воссугу ад-Даулі, який у серпні 1918 очолив уряд. З часом у Кавама почались суперечки з шахським двором через розподіл фінансових потоків. Невдовзі губернатор був готовий піти на відкритий конфлікт, але ситуацію розрядив Воссуг, який переконав Ахмада Шаха Каджара скасувати рішення щодо передачі контролю над поштовими зборами напряму шахській адміністрації.
Після державного перевороту 21 лютого 1921 року й фактичного повалення Ахмад Шаха над усіма прибічниками Каджарів, у тому числі Ахмадом Кавамом і його родичем, губернатором Фарсу Мохаммедом Мосаддиком зависла загроза опали та навіть арешту. Кавам залишився на волі тільки завдяки зусиллям численних і досить впливових родичів. Більше того, Ахмад Шах, який ще фактично залишався главою держави, запропонував йому зайняти посаду прем'єр-міністра й 4 червня 1921 року Ахмад Кавам вперше очолив уряд Персії. В його кабінеті міністерські пости займали Реза-хан (військовий міністр) і Мохаммед Мосаддик (міністр фінансів). Кавам спробував розпочати низку реформ, що дозволили б Ірану відійти від напівфеодальних відносин у політичній сфері та в царині економіки, наприклад: запровадження нової правової системи, скасування прав капітуляцій і залучення іноземних експертів до оздоровлення державних фінансів. Всі ті заходи вимагали значних фінансових витрат, тому зміцнити бюджет не вдалось. До того ж одночасно реформу армії почав проводити й Реза Хан, а його фінансові апетити задовольнялись в першу чергу. Саме труднощі з фінансуванням державних програм стали основною причиною падіння кабінету Кавама у жовтні 1921 року.
Мустафі аль-Мамалек і Хассан Пірнія, які очолювали уряд після Кавама, також не змогли виправити скрутне становище, в якому перебували тоді державні фінанси Ірану, й у червні 1922 року Ахмад Кавам отримав пост прем'єр-міністра вдруге. На той період припали ліквідація сепаратистських виступів полковника Пессіана, реорганізація державних фінансів і податкової політики, що реалізовувалось за підтримки американського фінансового експерта Артура Міллспога. Однак суперечки з Резою Ханом, що знову виникли, призвели до падіння й другого кабінету Кавама. У жовтні 1923 року Кавам був звинувачений у підготовці замаху на Резу Хана та, рятуючись від арешту, він був змушений залишити Іран та виїхати до Європи. На батьківщину він повернувся лише 1930 року, втім утримувався від будь-якої політичної активності.
Повернення Кавама в політику стало можливим тільки після відставки Рези Хана та проголошення шахом Ірану його сина Мохаммеда Рези. Кавам став одним з небагатьох опальних політиків, кандидатура якого на пост прем'єр-міністра не викликала відторгнення з боку радянськоїй британської окупаційної влади. У серпні 1942 року Кавам утретє очолив іранський уряд. Одним із найважливіших завдань того кабінету було забезпечення безперебійного функціонування так званого Іранського коридору, що використовувався для постачання до Радянського Союзу продовольства й військової техніки зі США за договором про ленд-ліз. Те завдання успішно виконувалось, однак зростала напруженість між окупаційною владою й іранським населенням, що зрештою призвело до відставки Кавама у лютому 1943 року.
Четверте прем'єрство Кавама було тісно пов'язано з повстанням в Іранському Азербайджані та Іранському Курдистані. Меджліс резонно сподівався на активність Кавама у придушенні повстання, враховуючи, що Кавам був одним з найбільших власників у тому регіоні. Щоправда, під час голосування кандидатура Кавама на пост прем'єр-міністра пройшла з перевагою лише в один голос (52 проти 51). Однак Кавам сподівання виправдав. Від самого початку іранській делегації в ООН було надано вказівки щодо ведення перемовин з азербайджанського питтання напряму з радянською делегацією; таким чином фактично визнавались «особливі інтереси» СРСР у тому регіоні. Одночасно США та Англія посилили дипломатичний тиск на радянське керівництво, наполягаючи на прискоренні виведення радянських військ з Ірану. Зрештою сам Кавам вилетів до Москви для перемовин за Сталіним. 4 квітня 1946 року було підписано радянсько-іранську угоду, відповідно до якої Москва зобов'язалась вивести війська, а Тегеран — надати їй нафтові концесії в Північному Ірані. Війська були виведені в травні, натомість Кавам Сталіна підманув: меджліс просто відмовився ратифікувати договір. Після тієї операції Кавама почали називати «Стара лисиця». 21 листопада 1946 року Кавам оголосив про введення військ в Азербайджан і Курдистан «для забезпечення свободи виборів до меджлісу 15-го скликання». 15 грудня 1946 року іранці, не зустрівши опору, вступили у Тебриз, відновивши таким чином територіальну цілісність Ірану.
Після відставки Кавам залишив Іран і до 1952 року жив у Парижі. Він повернувся на батьківщину під час кризи, спричиненої націоналізацією нафтової промисловості Ірану й діями уряду Мосаддика, спрямованими проти Англо-Іранської нафтової компанії. Після несподіваної відставки Мосаддика меджліс уп'яте затвердив Ахмада Кавама на посту прем'єр-міністра. Та каденція Кавама тривала найменше — лише 4 дні. Кульмінацією того врядування став оголошений прибічниками Мосаддика «День національного спротиву» (21 липня 1952). На ту дату було призначено грандіозну демонстрацію в Тегерані. Кавам застосував проти демонстрантів поліцію та армію. Результатом стали 36 загиблих. Кавам був змушений піти у відставку, а Мосаддик повернувся на пост прем'єр-міністра. Після того, як меджліс оголосив загиблих мучениками, Мосаддик заснував особливий трибунал, який мав розслідувати загибель демонстрантів і дії посадових осіб. Для показів у трибунал був викликаний і Кавам, однак за станом здоров'я участі в розслідуванні він не взяв.
Ті події означали кінець політичної кар'єри Ахмада Кавама. За 3 роки після розстрілу демонстрантів Кавам помер. Після цього його будинок, більше схожий на палац, був проданий Єгипту й використовувався як посольська резиденція. Після розриву дипломатичних відносин з Єгиптом 1980 року в будівлі було розміщено іранський музей скла й кераміки. Нині той будинок є однією з пам'яток Тегерана.